# Sant Pere de Juià
Sant Pere de Juià és una església de Juià (Gironès) inclosa a l'Inventari del Patrimoni Arquitectònic de Catalunya.

## Descripció

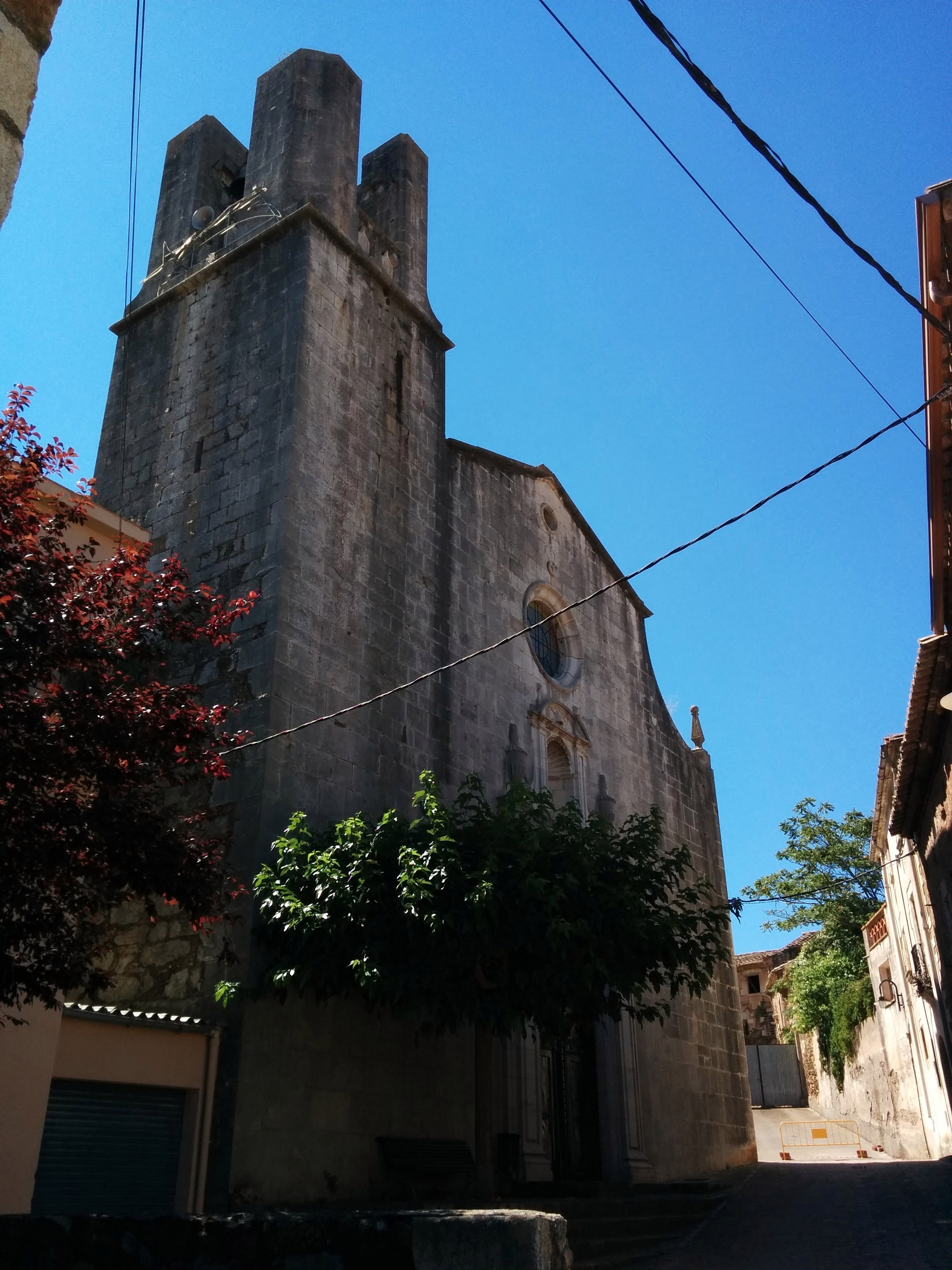

És un edifici d'una sola nau, amb volta de canó de llunetes i quatre capelles laterals d'arcs de creueria. Capçalera poligonal i cúpula al creuer. El parament està tot pintat de blau turquesa i decorat amb estels, representant l'univers. La façana barroca té una portalada rectangular, amb pilastres d'ordre corinti que sostenen un entaulament amb fornícula emmarcada per dos florons, un rosetó i un ull de bou. A l'esquerra s'alça el campanar de planta quadrada amb les arcades inacabades i sense coberta.

## Història
Les notícies documentals més antigues daten de l'any 1159 quan Arnal de Llers fa evacuar l'església, que es trobava en mans de Guillem, capellà del comte Ramon Berenguer, a favor de la Seu gironina. Del 1314 tenim l'acta de la visita del bisbe Guillem de Vilamarí. Amb el nom de "Sancti Petri de Juyano" és citada als Sinodals de la diòcesi gironina (169-). El temple actual data del segle xvi i la façana és barroca (segle xviii).